# 路氹城

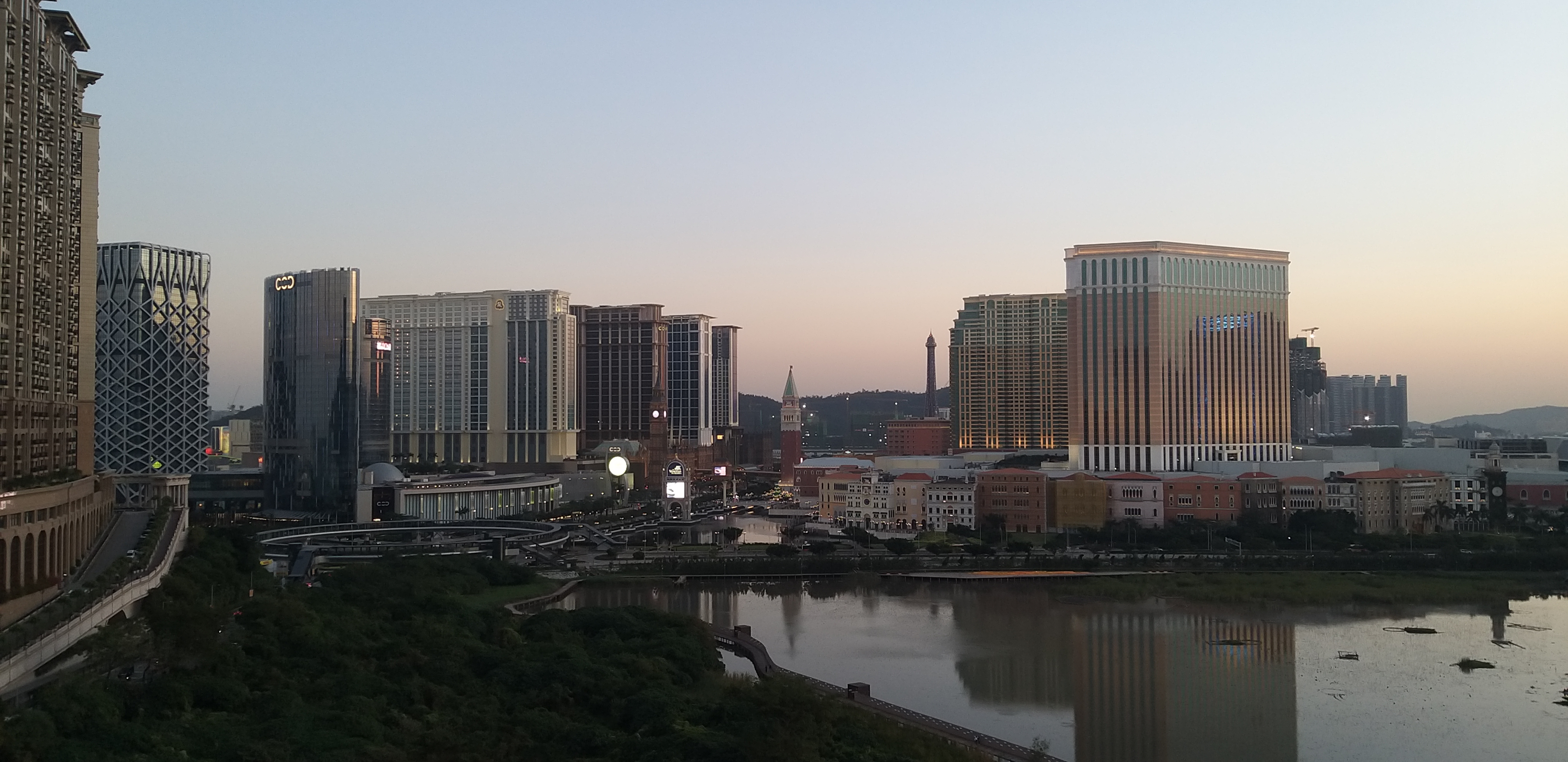
2021年路氹城面貌

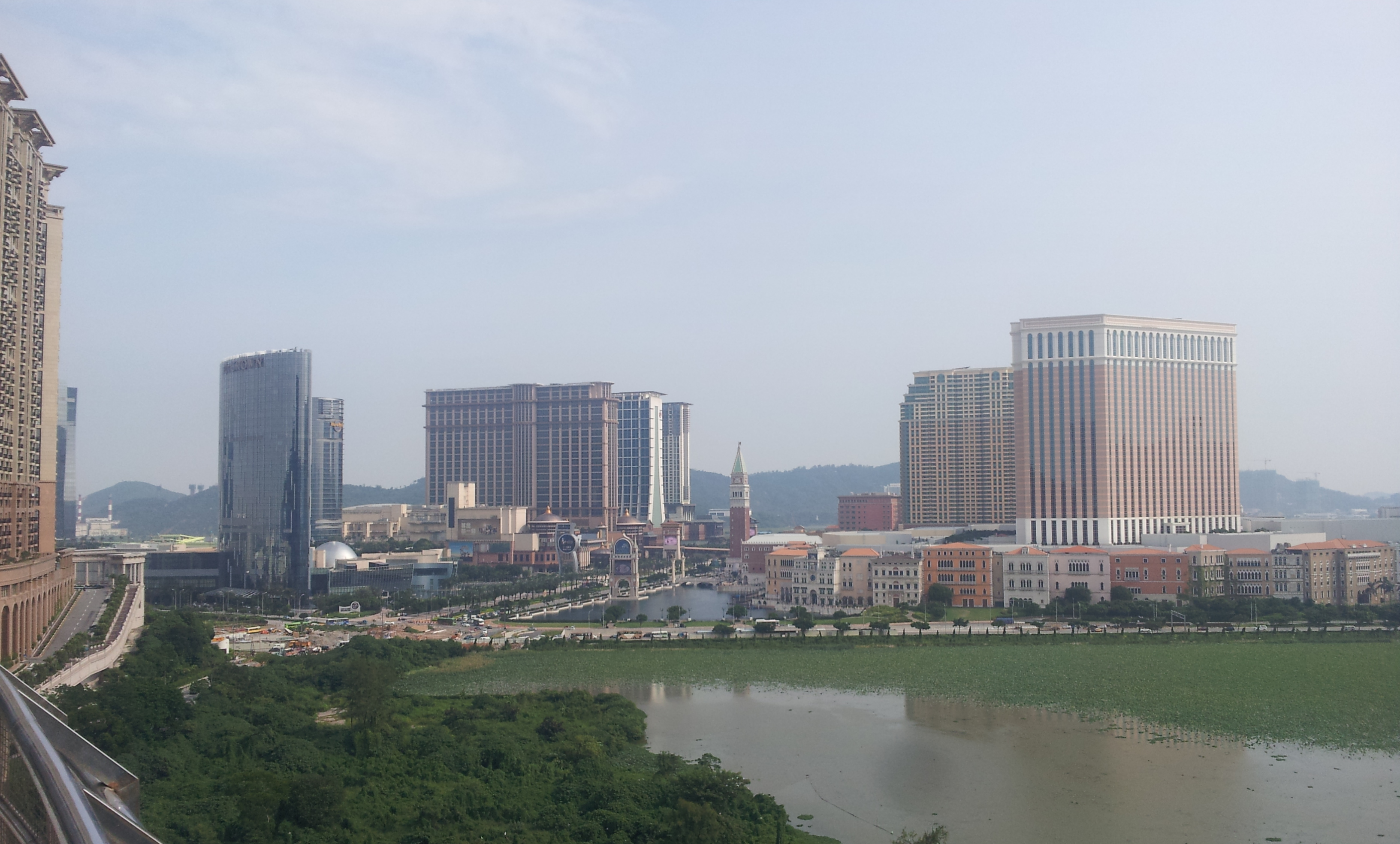
2013年路氹城面貌

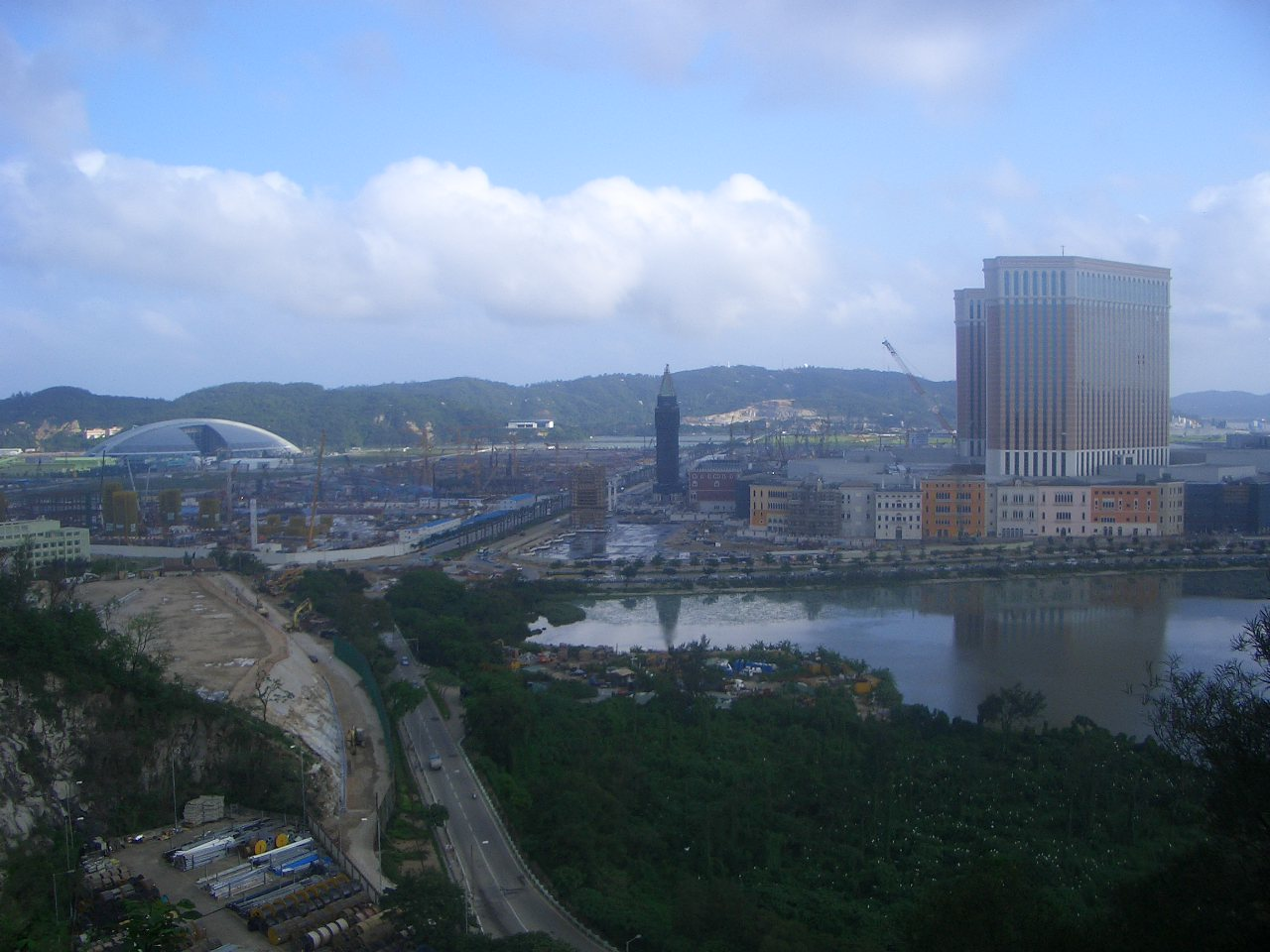

路氹城（葡萄牙語：Cotai）位於澳門的氹仔與路環之間，是組成澳門的四大部份（區域）之一。該地段本來是一處海面，為外十字門的東部。1960年代建成路氹連貫公路後，西側水流減緩，形成了紅樹林的生態景觀，而東面則一度出現牡蠣養殖場，到1980年代才結束。
後來因為澳門的土地不敷應用，澳門政府決定在該水域填海。這一塊新填海得出來的地，就是今日的路氹城。該處原本規劃為一新市鎮，作為對鄰近的聯生工業村的後勤支援城區，而廣珠鐵路的澳門段，更一度以該處為落腳點。後來經濟不景氣，使路氹城的發展受到拖延，而因為博彩業開放而導致的土地需求，更使原來的新市鎮規劃被擱置。2000年3月啟用的蓮花大橋，將路氹城和廣東珠海的橫琴島連接，乃澳門通往中國内地的陸上通道之一。
路氹城是新興發展區域，當中項目包括澳門科技大學、澳門蛋（2005年東亞運動會場館之一）、路氹金光大道等。其中以路氹金光大道規模最為龐大，計畫興建20間各具獨有特色的海內外酒店，總投資額約一千億澳門元。
路氹城把兩個原本獨立的島嶼——氹仔和路環——連成一起，形成海島市。

## 名稱由來
路氹城位於澳門的路環（路）與氹仔（氹）之間，由兩島首字所構成。葡語名Cotai也是由兩島葡語名Coloane（Co）與Taipa（Tai）首音節組合而成。

## 大型旅遊項目
| 已落成旅遊項目                      | 已落成旅遊項目 | 已落成旅遊項目 |
| 項目名稱                            | 圖片           | 設施 |
| ----------------------------------- | -------------- | --- |
| 澳門國際遊艇會                      |                | 皇庭海景酒店 遊艇會娛樂場（娛樂場已停業） 氹仔遊艇碼頭 |
| 澳門百老匯 （前稱：金都酒店）       |                | 百老匯酒店 百老匯舞台 百老匯大街 |
| 澳門威尼斯人度假村酒店              |                | 澳門威尼斯人度假村酒店 大運河購物中心 金光綜藝館 澳門威尼斯人會議中心 金光會展 澳門威尼斯人娛樂場                                                               |
| 澳門百利宮                          |                | 四季酒店 四季·名店 百利沙娛樂場 |
| 新濠天地                            |                | 皇冠度假酒店 迎尚酒店The Countdown Hotel（前稱硬石酒店） 君悅酒店 新濠大道 水舞間                                                                               |
| 澳門銀河                            |                | 澳門銀河酒店 澳門大倉酒店 澳門悅榕莊 銀河影院 澳門JW萬豪酒店 澳門麗思卡爾頓酒店 澳門銀河 萊佛士 澳門安達仕酒店 天浪淘園 時尚匯 銀河綜藝館 銀河國際會議中心      |
| 澳門倫敦人 （前稱：澳門金沙城中心） |                | 康萊德酒店 瑞吉酒店 喜來登酒店 澳門倫敦人酒店 倫敦人購物中心 |
| 澳門巴黎人                          |                | 威尼斯人（澳門）股份有限公司轄下娛樂場 會展中心 購物商場 |
| 新濠影匯                            |                | 新濠影匯酒店 澳門麗嘉酒店 澳門W酒店 新濠博亞娛樂有限公司轄下娛樂場 影滙之星 新濠影滙綜藝館 新濠影匯購物大道 驚安之殿堂 澳門電競館 新濠影匯水上樂園 傳奇英雄樂園 |
| 新濠天地（第二期）                  |                | 澳門君悅酒店 摩珀斯酒店 |
| 永利皇宫                            |                | 永利皇宮渡假酒店 永利渡假村（澳門）股份有限公司轄下娛樂場 |
| 美獅美高梅                          |                | |
| 葡京人                              |                | 葡京人酒店 歐舒丹酒店 LINE FRIENDS主題酒店 H853 FUN FACTORY娛樂廠                                                                                               |
| 上葡京                              |                | 上葡京酒店 范思哲豪華酒店 卡爾拉格斐奢華酒店（俗稱『老佛爺酒店』）                                                                                              |

## 交通

### 道路
- 蓮花海濱大馬路
- 新城大馬路
- 路氹連貫公路
- 永進大馬路
- 體育館大馬路
- 機場大馬路
- 路氹城大馬路
- 蓮花路
- 霍英東博士大馬路
- 射擊路
- 網球路
- 溜冰路
- 順榮大馬路

### 輕軌
- █  氹仔線路氹西站、蓮花站、協和醫院站、東亞運站、路氹東站
- █  石排灣線協和醫院站
- █  橫琴線蓮花站

## 重要建築

### 路氹城國際體育綜合體
- 澳門東亞運動會體育館（澳門蛋）
- 澳門國際射擊中心
- 保齡球中心
- 網球學校
- 運動員培訓及集訓中心

### 其他
- 澳門科技大學
- 離島醫療綜合體（離島醫院）
- 石排灣水塘
- 澳門駕駛學習曁考試中心
- 氹仔輕軌車廠
- 路氹生態保護區
- 汽車檢驗中心
- 澳門建築廢料堆填區
- 澳門戶外表演區

## 外部連結
- 澳門路氹城酒店區計劃概況 (附中文地圖) （页面存档备份，存于）
- Gocotai! 探索路氹城 (路氹旅遊酒店相片分享/介紹) （页面存档备份，存于）